# Paraphlepsius collitus
Paraphlepsius collitus är en insektsart som beskrevs av Ball 1903. Paraphlepsius collitus ingår i släktet Paraphlepsius och familjen dvärgstritar. Inga underarter finns listade i Catalogue of Life.